# Binapacrilo
El binapacrilo (en inglés binapacryl); cuyo nombre IUPAC es 3-metilcrotonato de 2-sec-butil-4,6-dinitrofenilo y cuyo nombre CA es 3-metil-2-butenoato de 2-(1-metilpropil)-4,6-dinitrofenilo; es un plaguicida prohibido, en todas sus formulaciones por ser dañino para la salud humana y el medio ambiente.

## Resumen de la medida de prohibición
Prohibida la producción, uso y comercialización de todos los productos de protección de plantas que contengan binapacril. El binapacrilo está designado como un producto químico CFP. Está permitido el uso del producto químico para la investigación o propósitos de laboratorio en cantidades menores de 10 kg.

## Peligros y riesgos conocidos respecto a la salud humana
Posible carcinógeno y de efecto fetotóxico. La sustancia puede ser absorbida en el cuerpo al inhalar sus aerosoles, a través de la piel y por ingestión. No pueden darse indicaciones sobre la velocidad con la cual después de la evaporación de esta sustancia a 20 °C alcanza una concentración peligrosa en el aire. La sustancia puede afectar el metabolismo, resultando en alta temperatura corpórea y sudoración.

## Peligros y riesgos conocidos respecto al medio ambiente
La sustancia es muy tóxica para los organismos acuáticos.